# Щерба Олександр Васильович
Олекса́ндр Васи́льович Ще́рба (нар. 22 червня 1970, Київ) — український дипломат, надзвичайний і повноважний посланник першого класу, посол України в Австрії (2014—2021). Посол України в Південно-африканській республіці (з 2025).

## Біографія
Закінчив Київський університет ім. Шевченка. Кандидат політичних наук.
На дипломатичній службі з березня 1995 року. У 1996—2000 роках працював аташе та третім секретарем у посольстві України у ФРН (Бонн, Берлін). У 2000—2003 роках був першим секретарем, заступником директора секретаріату, спічрайтером міністра закордонних справ України Анатолія Зленка. Допомагав у написанні книги Зленка «Політика та дипломатія». У 2004—2008 роках працював радником у посольстві України у Вашингтоні, відповідав за зв'язки з Конгресом США та єврейськими організаціями. Був автором заяви проти фальсифікації президентських виборів 2004 року, під якою підписалися співробітники Українського посольства в США.
З 2008 року — постійний колумніст тижневика «Дзеркало тижня». У 2008—2009 роках працював у Департаменті ЄС МЗС України. У 2009—2010 роках, під час президентської кампанії — радник кандидата у президенти Арсенія Яценюка. У 2010—2013 роках Щерба працював послом з особливих доручень МЗС України. У 2013—2014 роках — радник першого віце-прем'єр-міністра України Сергія Арбузова, учасник переговорів з МВФ та ЄС щодо підготовки до підписання Угоди про асоціацію.
З лютого по листопад 2014 року повернувся до МЗС на посаду посла з особливих доручень. Брав участь в інформаційній групі МЗС. Щерба був основним автором 40-хвилинного звернення Петра Порошенка до Конгресу США у вересні 2014 року. З 17 листопада 2014 року — надзвичайний і повноважний посол України в Австрії.
У грудні 2014 року отримав дипломатичний ранг надзвичайного і повноважного посланника другого класу. У серпні 2018 року отримав дипломатичний ранг надзвичайного і повноважного посланника першого класу.
У червні 2018 підтримав відкритий лист діячів культури, політиків і правозахисників із закликом до світових лідерів виступити на захист ув'язненого у Росії українського режисера Олега Сенцова й інших політв'язнів.
Його збірку есеїв «Щеплення від мороку», яка вийшла в січні 2020 року у видавництві «Дух і Літера», PEN-клуб України включив у список кращих книжок року в жанрі есеїстики.
28 квітня 2021 року указом [Архівовано 28 квітня 2021 у Wayback Machine.] президента Олександр Щерба був звільнений з посад посла України в Австрії.
30 квітня 2021 року німецьке видавництво Ibidem випустило книжку Олександра Щерби «Ukraine vs. Darkness. Undiplomatic Thoughts» — «Україна проти Тьми. Недипломатичні Думки» (https://www.ibidem.eu/de/ukraine-vs-darkness.html [Архівовано 18 травня 2021 у Wayback Machine.]).
21 липня 2025 року призначений на посади Посла України в ПАР.

## Праці
- Адаптація української дипломатичної служби до вимог сучасності в світлі досвіду країн Заходу: дис… канд. політ. наук: 23.00.04 / Щерба Олександр Васильович ; Київський національний ун-т ім. Тараса Шевченка. — К., 2001. — 213 арк. — арк. 171—177
- Сучасна дипломатична служба: навч. посібник для студ. гуманіт. спец. вищих навч. закл. / Б. І. Гуменюк, О. В. Щерба. — К. : Либідь, 2001. — 254 с. — Бібліогр.: с. 198—200. — ISBN 966-06-188-3
- Щеплення від мороку [Архівовано 27 червня 2020 у Wayback Machine.]: Збірка есеїв / Щерба Олександр Васильович — 80 с. — ISBN 978-966-378-726-8
- Olexander Scherba «Ukraine vs. Darkness. Undiplomatic Thoughts». Ibidem, Hamburg, 2021. https://www.ibidem.eu/de/ukraine-vs-darkness.html [Архівовано 18 травня 2021 у Wayback Machine.]